# District Number Two
District Number Two, även kallad Glarkon, är ett distrikt i Liberia. Det ligger i regionen Grand Bassa County, i den centrala delen av landet, 100 km öster om huvudstaden Monrovia.
Antalet invånare uppgick, enligt folkräkningen 2022, till 32 565.